# L'amour est bleu
L'amour est bleu (Tên tiếng Anh: Love is blue, tạm dịch: "Tình yêu màu xanh") là một bài hát trữ tình lãng mạn được sáng tác bởi André Popp, và lời bài hát được viết bởi Pierre Cour vào năm 1967, Sau này Brian Blackburn đã viết lời bài hát bằng tiếng Anh. Bài hát lần đầu tiên được thực hiện bằng tiếng Pháp do ca sĩ người Luxembourg Vicky Leandros trình bày trong Eurovision Song Contest 1967, bài hát này đã trở nên nổi tiếng và được nhạc trưởng người Pháp là Paul Mauriat trình diễn và nhanh chóng được công chúng yêu thích, nhất là những giai điệu không lời của bài hát này.

## Lời bài hát
Bài hát mô tả một cách tinh tế và trữ tình về những niềm vui và nỗi đau của tình yêu hòa quyện trong những lời ca mang đầy màu sắc (màu xanh và màu xám) cùng với các yếu tố (nước và gió). Lời bài hát tiếng Anh ("Blue, màu xanh, thế giới của tôi là màu xanh...") tập trung chỉ về màu sắc (xanh, xám, đỏ, xanh lá cây, và màu đen), vận dụng chúng một cách tinh tế để mô tả tâm trạng của một tình yêu đã đánh mất. Phiên bản tiếng Anh bởi Vicky Leandros cũng được trình diễn rộng rãi bao gồm Vương quốc Anh.